# Terence Scerri
Terence Scerri (ur. 3 kwietnia 1984 w Isli) – maltański piłkarz grający na pozycji napastnika. Mierzy 183 cm wzrostu. Od 2009 roku jest zawodnikiem klubu Valletta FC.